# Ère Genkō (deuxième)
Pour les articles homonymes, voir Ère Genkō.
L'ère Genkō (元弘) est une des ères du Japon (年号, nengō, lit. « nom de l'année ») de la Cour du Sud durant l'ère des cours du nord et du sud après l'ère Gentoku et avant l'ère Kenmu. Cette ère couvre la période allant du mois d'août 1331 au mois de janvier 1334. Les empereurs régnants sont Go-Daigo-Tennō (後醍醐天皇) au sud et Kōgon-Tennō (光厳天皇) au nord.

## Événements de l'ère Genkō
- 1331-1333 : La guerre de Genkō (元弘の乱, Genkō no Ran) qui se poursuit durant toute la durée de l'ère, marque la chute du shogunat de Kamakura et mène à la restauration de Kenmu qui finalement échoue[2].

Le récit le plus ancien encore existant du bouddhisme au Japon, le Genko Shakusho (元亨釈書), est achevé durant l'ère Genko, d'où le nom de l'ère dans son titre. Le projet de grande envergure a été l'œuvre de Kokan Shiren (en)

## Équivalents à la Cour du nord
- Ère Shōkei

| Genkō     | 1re  | 2e   | 3e   | 4e   |
| Grégorien | 1331 | 1332 | 1333 | 1334 |